# WABA liga
WABA liga (engl. Women Adriatic Basketball Association), do 2016. MŽRKL ili Međunarodna ženska regionalna košarkaška liga, međunarodna je košarkaška liga za žene osnovana 2001. koja trenutno (sezona 2016./17.) okuplja 10 klubova iz Bosne i Hercegovine, Bugarske, Crne Gore, Makedonije, Slovenije te Srbije. Prije su u ligi sudjelovali klubovi i iz Austrije, Hrvatske,  Italije, Kosova i Mađarske.

## Nazivi lige kroz povijest
| 2001. – 2003. |  | EWWL            |
| 2003. – 2006. |  | EWWL Trocal     |
| 2006. – 2008. |  | WABA NBL        |
| 2008. – 2009. |  | WABA Multipower |
| 2009. – 2010. |  | IWBL            |
| 2010. – 2016. |  | MŽRKL           |
| 2016. -       |  | WABA            |

## Sudionici
Sudionici 2016./17.
- Play Off Happy, Sarajevo
- Montana 2003, Montana
- Beroe, Stara Zagora
- Budućnost Bemax, Podgorica
- Badel 1862, Skoplje
- Athlete, Celje
- Triglav, Kranj
- Crvena zvezda, Beograd
- Partizan 1953, Beograd
- Kraljevo, Kraljevo

Bivši sudionici (2001. – 2016.)
| - WBC, Wels - Mladi Krajišnik, Banja Luka - Sloboda, Bosanski Novi - Jablanica, Jablanica - Troglav, Livno - Željezničar, Sarajevo - Jedinstvo, Tuzla - Čelik, Zenica - CSKA, Sofija - Jedinstvo, Bijelo Polje - Herceg Novi, Herceg Novi | - Ragusa - Dubrovnik - Gospić, Gospić - Kvarner, Rijeka - Šibenik, Šibenik - Croatia, Zagreb - Medveščak, Zagreb - Novi Zagreb, Zagreb - Trešnjevka, Zagreb - Reyer, Venecija - Universiteti, Priština - PEAC-Pécs, Pečuh | - Struga, Struga - Grosuplje, Grosuplje - Kranjska Gora, Kranjska Gora - Ilirija, Ljubljana - Ježica, Ljubljana - Maribor, Maribor - Radivoj Korać, Beograd - Voždovac, Beograd - Vojvodina, Novi Sad - Srbobran, Srbobran - Vršac, Vršac |

 Napomena: klubovi su napisani prema svojim tradicionalnim ili uobičajenim imenima 

## Bivši prvaci i doprvaci
| sezona          | prvakinje                 | doprvakinje                 |
| EWWL            | EWWL                      | EWWL                        |
| --------------- | ------------------------- | --------------------------- |
| 2001./02.       | Merkur Celje              | Šibenik Jolly JBS           |
| 2002./03.       | Željezničar Sarajevo      | Šibenik Jolly JBS           |
| EWWL Trocal     |                           |                             |
| 2003./04.       | Gospić Industrogradnja    | Šibenik Jolly JBS           |
| 2004./05.       | Šibenik Jolly JBS         | GospićIndustrogradnja       |
| 2005./06.       | Šibenik Jolly JBS         | Vojvodina Naftagas Novi Sad |
| WABA NBL        |                           |                             |
| 2006./07.       | CSKA Sofija               | Šibenik Jolly JBS           |
| 2007./08.       | Šibenik Jolly JBS         | Gospić Croatia osiguranje   |
| WABA Multipower |                           |                             |
| 2008./09.       | Šibenik Jolly JBS         | Jedinstvo Bijelo Polje      |
| IWBL            |                           |                             |
| 2009./10.       | Gospić Croatia osiguranje | Šibenik Jolly JBS           |
| MŽRKL           |                           |                             |
| 2010./11.       | Jolly JBS Šibenik         | Gospić Croatia osiguranje   |
| 2011./12.       | Partizan Galenika Beograd | Čelik Zenica                |
| 2012./13.       | Partizan Galenika Beograd | Radivoj Korać Beograd       |
| 2013./14.       | Radivoj Korać Beograd     | Crvena zvezda Beograd       |
| 2014./15.       | Umana Reyer Venecija      | Radivoj Korać Beograd       |
| 2015./16.       | Budućnost Bemax Podgorica | Medveščak Zagreb            |
| WABA League     |                           |                             |
| 2016./17.       | Athlete Celje             | Beroe Stara Zagora          |

### Klubovi po uspješnosti
- 5/5 
  -  Šibenik
- 2/3
  -  Gospić
- 2/0 
  -  Celje
  -  Partizan Beograd
- 1/2
  -  Radivoj Korać Beograd
- 1/0
  -  Željezničar Sarajevo
  -  CSKA Sofija
  -  Budućnost Podgorica
  -  Reyer Venecija
- 0/1
  -  Čelik Zenica
  -  Beroe Stara Zagora
  -  Medveščak Zagreb
  -  Jedinstvo Bijelo Polje
  -  Crvena zvezda Beograd
  -  Vojvodina Novi Sad

## Poveznice i izvori
- Kup Vojka Herksela
- MEL
- WBFAL
- A-1 Hrvatska košarkaška liga (žene)
- ABA liga
- službene stranice MŽRKL
- službene stranice WABA
- eurobasket.com, informacije o ligi
- waba-league.com, povijest lige - završnice
- IWBL liga
- IWBL liga, povijest lige
- MZRKL 2013./14. handbook  Arhivirana inačica izvorne stranice od 18. listopada 2013. (Wayback Machine), pristupljeno 17. listopada 2013.